# 黄芪束丝壳
黄芪束丝壳（学名：Trichocladia astragali）是属于白粉菌目白粉菌科束丝壳属的一种真菌，寄生在黄芪属植物上。该种分布于中国、丹麦、比利时、匈牙利、俄罗斯、法国、英国、罗马尼亚、挪威、南斯拉夫、保加利亚、荷兰、葡萄牙、捷克斯洛伐克、奥地利、意大利、瑞士、瑞典、德国等地。